# Callimedusa tomopterna
Phyllomedusa tomopterna é uma espécie de anfíbio da família Phyllomedusidae. É encontrado na Bolívia, Brasil, Colômbia, Equador, Guiana Francesa, Guiana, Peru, Suriname e Venezuela. Os seus habitats naturais são: regiões subtropicais ou tropicais húmidas de baixa altitude, pântanos subtropicais ou tropicais e pântanos de água doce intermitentes. Esta espécie de rã arborícola está ameaçada por perda de habitat.